# 吉川太
吉川 太（よしかわ はじめ）は、ソニー・インタラクティブエンタテインメントのゲームクリエイター・制作ディレクター。第5回CESA技術戦略説明会でネットワークゲームのコンセプト・運営テクニックについての講演した。

## 作品
- 1996年～1999年　ロードオブモンスターズ (Webゲーム)
- 1999年　サーカディア (PS)
- 1999年　ロードオブモンスターズ (PS)
- 2000年　アディのおくりもの (PS)
- 2002年　オトスタツ (PS2)
- 2002年　ポイニーポイン (PS2)
- 2004年　DJbox (PS2)
- 2004年　x-DJ (PSX)